# 3. avgust
3. avgust je 215. dan leta (216. v prestopnih letih) v gregorijanskem koledarju. Ostaja še 150 dni.

## Dogodki
- 30 pr. n. št. – Aleksandrija pade v rimske roke
- 1492 – Krištof Kolumb iz Palosa odrine na svojo prvo pot
- 1778 – v Milanu odprta operna hiša La Scala
- 1816 – iz ozemelj, ki so spadale k Ilirskim provincam, ustanovljeno Ilirsko kraljestvo
- 1860 – začetek druge maorske vojne
- 1900 – ustanovljeno gumarsko podjetje Firestone Tire and Rubber Company
- 1914 – Nemčija napove vojno Franciji
- 1916 –
  - Roger Casement obešen zaradi sodelovanja v irski velikonočni vstaji
  - začetek bitke pri Romaniju med Združenim kraljestvom in Turčijo
- 1918 – pričetek zavezniške intervencije pri Vladivostoku
- 1923 – Calvin Coolidge postane 30. predsednik Združenih držav Amerike
- 1935 – po petletni gradnji odprta panoramska cesta čez Großglockner
- 1940 – Italija napade Britanski Somaliland
- 1944 – odrezana je nemška vojska v Bretanji
- 1946 – ustanovljena košarkarska liga NBA
- 1958 – ameriška jedrska podmornica pluje pod Severnim tečajem
- 1960 – Niger postane neodvisna država
- 1972 – ameriški Senat ratificira sporazum o protibalističnih izstrelkih
- 1975 – 188 ljudi izgubi življenje ob trku Boeinga 707 v goro blizu maroškega Agadirja
- 1981 – v ZDA začne stavkati 13.000 kontrolorjev letenja

## Rojstva
- 1509 – Étienne Dolet, francoski učenjak, tiskar († 1546)
- 1770 – Friderik Viljem III., pruski kralj († 1840)
- 1832 – Ivan Zajc, hrvaški skladatelj († 1914)
- 1844 – Marcel-Auguste Dieulafoy, francoski arheolog, gradbenik († 1920)
- 1856 – Alfred Deakin, avstralski predsednik vlade († 1919)
- 1867 – Stanley Baldwin, britanski predsednik vlade († 1947)
- 1872 – Haakon VII., norveški kralj († 1957)
- 1882 – Alojz Gradnik, slovenski pesnik, prevajalec († 1967)
- 1887 – Rupert Brooke, angleški pesnik († 1915)
- 1901 – Stefan Wyszyński, poljski kardinal († 1981)
- 1903 – Habib Burgiba, tunizijski predsednik († 2000)
- 1904 – Clifford Donald Simak, ameriški pisatelj († 1988)
- 1920 – Phyllis Dorothy James, angleška pisateljica († 2014)
- 1923 – Šenuda III., papež koptske cerkve († 2012)
- 1924 – Leon Uris, ameriški pisatelj († 2003)
- 1931 – Vladimir Borisovič Braginski, ruski fizik († 2016)
- 1935 – Georgij Stepanovič Šonin, ruski kozmonavt († 1997)
- 1936 – Jože Zupančič, slovenski ravnatelj
- 1940 – Ramón Estevez - Martin Sheen, ameriški filmski igralec
- 1943 – Princesa Kristina Švedska
- 1946 – Jack Straw, angleški politik
- 1948 – Jean-Pierre Raffarin, francoski predsednik vlade
- 1952 – Osvaldo César Ardiles, argentinski nogometaš, trener
- 1959 – Martin Atkins, angleški bobnar
- 1963 – James Alan Hetfield, ameriški težkometalni glasbenik
- 1977 – Špela Bračun, slovenska alpska smučarka

## Smrti
- 1270 – Ivan Tristan, francoski princ, grof Valoisa (* 1250)
- 1387 – Olaf II., danski in norveški (IV.) kralj (* 1370)
- 1530 – Francesco Ferruccio, italijanski (florentinski) vojaški voditelj (* 1489)
- 1546 – Étienne Dolet, francoski učenjak, tiskar (* 1509)
- 1721 – Grinling Gibbons, nizozemsko-angleški tesar (* 1648)
- 1761 – Johann Matthias Gesner, nemški učenjak (* 1691)
- 1780 – Étienne Bonnot de Condillac, francoski filozof (* 1715)
- 1797 – Jeffrey Amherst, angleški vojaški poveljnik (* 1717)
- 1867 – Philipp August Böckh, nemški učenjak (* 1785)
- 1875 – Agenor Goluchowski, poljsko-avstrijski politik (* 1812)
- 1879 – Joseph Severn, angleški slikar (* 1793)
- 1917 – Ferdinand Georg Frobenius, nemški matematik (* 1849)
- 1919 – Josef Kohler, nemški pravnik (* 1849)
- 1924 – Joseph Conrad, poljski pisatelj (* 1857)
- 1929 –
  - Emile Berliner, nemško-ameriški izumitelj (* 1851)
  - Thorstein Veblen, ameriški ekonomist, sociolog (* 1857)
- 1949 – Slavko Grum, slovenski dramatik (* 1901)
- 1954 – Sidonie-Gabrielle Colette, francoska pisateljica (* 1873)
- 1961 – Zoltán Tildy, madžarski državnik (* 1889)
- 1964 – Flannery O'Connor, ameriška pisateljica (* 1925)
- 1973 – Richard Marshall, ameriški general (* 1895)
- 1977 – Makarios III., ciprski nadškof, predsednik (* 1913)
- 2008 – Aleksander Solženicin, ruski pisatelj in nobelovec 1970 (* 1918)
- 2017 – 
  - Ángel Nieto, španski motociklistični dirkač (* 1947)
  - Vilko Ovsenik, slovenski glasbenik (* 1928)

## Prazniki in obredi
- Ekvatorialna Gvineja - dan oboroženih sil
- Niger – dan neodvisnosti